# Campo Florido
Campo Florido är en kommun i Brasilien.   Den ligger i delstaten Minas Gerais, i den sydöstra delen av landet, 400 km söder om huvudstaden Brasília. Antalet invånare är 6 870.
Omgivningarna runt Campo Florido är en mosaik av jordbruksmark och naturlig växtlighet. Runt Campo Florido är det mycket glesbefolkat, med 4 invånare per kvadratkilometer.